# Pickartsberger Rotte
Die Pickartsberger Rotte (Schreibweise 1836: Pickertsberger Rotte) war bis zum 19. Jahrhundert eine der untersten Verwaltungseinheiten im ländlichen Außenbezirk der bergischen Stadt Elberfeld und des Kirchspiels Elberfeld im Kreis Elberfeld des Regierungsbezirks Düsseldorf innerhalb der preußischen Rheinprovinz.
Laut der Statistik und Topographie des Regierungsbezirks Düsseldorf von 1832 gehörten zu der Rotte folgende Ortschaften und Wohnplätze: Am Häuschen, Am Kaisersbusch, Am Laumersberg (als Boltenberg bekannt), Am Volmarshäuschen, An der Kupferhütte, An der Stockmannsmühle, Auf den Weiden, Auf der Vogelsaue, Auf Pickertsberg, Auf'm Kothen, Im Nützenberg, In den Hülsen und In der unteren Ruthenbeck.